# گمینا میانچن
گمینا میانچن (به لهستانی:  Gmina Miączyn) یک گمینا در لهستان است که در شهرستان زاموشتش واقع شده‌است. گمینا میانچن ۱۵۵٫۹۱ کیلومتر مربع مساحت و ۶٬۰۸۲ نفر جمعیت دارد.